# Palača Čangdokgung
Palača Čangdokgung (korejsko 창덕궁; handža: 昌德宮), znana tudi kot palača Čangdok, stoji v velikem parku v okrožju Džongno v Seulu v Južni Koreji. Je ena od petih velikih palač, ki so jih zgradili vladarji dinastije Čoson (1392–1897).
Čangdokgung je bila najbolj priljubljena palača mnogih kraljev dinastije Čoson in je ohranila številne elemente iz obdobja Treh kraljestev Koreje, ki niso bili vključeni v sodobnejši Gjongbokgung. Eden takšnih elementov je dejstvo, da se stavbe Čangdokgunga zlivajo z naravno topografijo območja, namesto da bi se mu vsiljevale. Tako kot drugih pet velikih palač v Seulu je bila med japonsko okupacijo Koreje (1910–1945) močno poškodovana. Trenutno je ohranjenih le približno 30 % predjaponskih struktur vzhodnega palačnega kompleksa (Čangdokgung skupaj s Čangjongungom).

## Ime
Čangdokgung pomeni »Palača cvetočih vrlin«. Palača je to ime prejela 25. dan 10. meseca leta 1404, kmalu po zaključku prve faze gradnje.
Čangdokgung in sosednja palača Čangjongung sta skupaj znani kot Vzhodna palača (korejsko 동궐; handža 東闕), saj sta vzhodno od glavne mestne palače Gjongbokgung.

## Zgodovina

### Ustanovitev
Leta 1392 (po korejskem koledarju) je bilo ustanovljeno okrožje Čoson. Kasneje je bila ustanovljena prestolnica države Hanjang (imenovana tudi Hansong in kasneje Seul), Gjongbokgung pa je postal njena glavna palača (korejsko 법궁; handža 法宮; pŏpkung). Zaradi političnih nemirov je bila prestolnica leta 1404 začasno preseljena v Kesong in nato nazaj v Hanjang. Kralj Tedžong (vladal 1400–1418) je nato ukazal ustanovitev Čangdokgunga kot sekundarne palače (korejsko 이궁; handža 離宮; igung). Njegovi možni motivi za ta ukaz so bili analizirani. Številni učenjaki trdijo, da se je Težong želel izogniti Gjongbokgungu, ker ga je povezoval z neprijetnimi spomini na družinske smrti tam in menil, da ima neugodne lastnosti feng šui. Zgodovinarji Lee in drugi so prav tako trdili, da si je želel sekundarne palače, ki bi bila osvobojena političnih vplivov vladnih uradov in politikov v Gjongbokgungu in okolici.
Za upravljanje gradnje palače je bil ustanovljen začasni urad. Lokacija Čangdokgunga je bila dokončno določena 6. dan 10. meseca leta 1404 in gradnja se je začela še isti dan. Pod nadzorom Ji Čika so pri gradnji delali številni obrtniki, vojaki, menihi in meščani. Prva faza gradnje je bila končana 19. dan 10. meseca leta 1405. Tedžong je vstopil v palačo 20. dan istega meseca in tam priredil slavnostni banket. Takrat je bilo v palači le nekaj celotnih stavb, vključno s kraljevimi spalnicami in kopališčem. Palača je takrat imela bodisi skupno 287 sob (칸; kan; k'an) bodisi 192 sob. V palači takrat verjetno ni bilo veliko prostora za vladne pisarne; pisarne v Gjongbokgungu in okolici so bile popravljene, uradniki pa so se verjetno premikali med njimi in Čangdokgungom. Medtem se je gradnja nadaljevala. Leta 1406 sta bila v zadnjem vrtnem prostoru dokončana svetišče Insodžon (korejsko 인소전; handža 仁昭殿; Insojŏn) in budistično svetišče, skupaj s paviljonom Gvangjolu (korejsko 광연루; handža 廣延樓; Kvangjŏlu); leta 1408 je bil izkopan ribnik; leta 1411 pa je bil dokončan paviljon.

### Pred vojno Imdžin
Do konca svoje vladavine je Tedžong večinoma prebival v Čangdokgungu. Obnova Gjongbokgunga je bila odrejena šele po tem, ko se je Tedžong preselil v Čangdokgung. Tudi po abdikaciji je prebival v palači Suganggung (수강궁; 壽康宮; kasneje Čangjongung) poleg Čangdokgunga; od tam je vplival na vladavino svojega sina Sedžonga Velikega (vladal 1418–1450). Tudi po Tedžongovi abdikaciji se je gradnja nadaljevala. Del stavbe se je zrušil in nadzornik gradnje te stavbe je bil za kazen izgnan. Do leta 1418 so bili objekti ocenjeni kot dovolj ustrezni za izvedbo pomembnejših slovesnosti v Čangdokgungu namesto v Gyeongbokgungu. Od tretjega leta Sedžongove vladavine je Sedžong začel bolj poudarjati Gjongbokgung in se pogosto selil med palačama. Leta 1426 je ukazal, da se številne stavbe v Čangdokgungu poimenujejo. Leta 1427 se je v celoti izselil iz Čangdokgunga in prebival predvsem v Gjongbokgungu, a se je še naprej pogosto selil med njima. Kralj Sedžo (vladal 1455–1468) je znatno razširil Čangdokgung proti severu in vzhodu. Za en tak projekt se je zbralo 19.000 ljudi iz regije Hanjang. Kralj Songdžo (vladal 1469–1495) je prav tako razširil palačo in prebival v Čangdokgungu ves čas svoje vladavine. Leta 1475 je dal poimenovati vseh 29 vrat palače in organiziral slovesnost ob namestitvi njihovih imenskih plošč. Ker v Čangdokgungu ni bilo dovolj prostora za vse živeče kraljice kraljeve družine, se je odločil, da bo namesto tega zanje razširil Čangjongung. Kralj Jonsangun (vladal 1495–1506) je palačo temeljito prenovil, a so bila dela ustavljena, ko je bil odstavljen.

### Uničenje in obnova
Leta 1592, med vojno Imdžin 1592–1598, so bile vse mestne palače popolnoma požgane. Kdo je požgal palače, je predmet razprav, saj ohranjeni sodobni zapisi izvirajo od intelektualcev, ki niso bili priča požigom. Različna sodobna korejska besedila, vključno z Resničnim zapisom Seonja, poročajo o govoricah, da so korejski meščani požgali palačo, da bi uničili palačne zapise. Ko so japonski napadalci drugi dan petega meseca istega leta vstopili v mesto, je bil Gjongbokgung še vedno v veljavi. Japonska disciplina v mestu je bila sprva menda visoka, ko pa so začeli trpeti poraze, so svoje frustracije stresli na mesto in domačine, požigali stavbe in ubijali.
Po vojni so se začela prizadevanja za popravilo mestnih palač. Sprva so bili pripravljeni načrti za popravilo Gjongbokgunga, vendar ti niso bili uresničeni. Obstajajo zapisi o argumentih proti obnovi Gjongbokgunga zaradi domnevno slabih lastnosti te palače. Poleg tega je bilo gospodarstvo Čosona zaradi vojne uničeno, zato je bilo financiranje popravila verjetno težko zagotoviti. Namesto tega je bil Čangjongung obnovljen; številne stavbe so bile poustvarjene na njihovih prvotnih lokacijah. Prvi krog obnove je bil zaključen med vladavino kralja Gvangheguna (vladal 1608–1623) 1. dan 9. meseca leta 1610. Vendar Gvanghegun ni pokazal veliko zanimanja za Čangjongung in je še naprej prebival v začasni palači Gjongungung (kasneje Doksugung). Leta 1617 je dal ustanoviti palači In'gjŏngung in Kjŏngdŏkung.
Leta 1623 so med Indžojevim državnim udarom, v katerem je bil postavljen kralj Indžo (vladal 1623–1649), uporniki požgali skoraj vse stavbe v Čangdokgungu. Prizanesli so le Indžongdžon, dve stavbi za Ovi, palačna lekarna, stavba za vladni urad Čangdokgung, stavba Bisungak, stavba za vladni urad Hongmun'gvan in stavba Sudžongdžon. Indžo je bil kronan v Gjongbokgungu in je prebival v Čangdokgungu. Dal je porušiti Indžongung in Kjongdŏkung ter ju predelati v popravilo Čangdokgunga. Indžo je dal prenoviti zadnje vrtove in tam preživel veliko časa za sprostitev. Leta 1624, med uporom Ji Kvala, je bila palača Čangdokgung večinoma požgana. Indžo je nato začasno prebival v Kjŏngdŏkungu in najprej odredil popravilo Čangjongungunga. Leta 1633 je Indžo po končanih popravilih odredil popravilo Čangdokgunga. Nato je začasno prebival v palačni lekarni. Gradbena dela na palačah so bila prekinjena in odložena zaradi invazije dinastije Čing na Čoson leta 1636. Medtem so se odvijali manjši gradbeni projekti, zlasti na zadnjem vrtu. Pomembna gradnja se je nadaljevala leta 1647 in končala po petih mesecih leta 1648; pomemben razlog, zakaj je bila gradnja končana v petih mesecih, je bilo recikliranje stavb iz In'gjŏngungunga. V palači je bilo v tem času skupno približno 735 sob. Ena pomembna sprememba po obnovi je bila prisotnost več vladnih pisarn. To je bilo deloma zato, ker vladne pisarne v Gjongbokgungu niso bile obnovljene.
Po tej obnovi in brez rivalstva Gjongbokgunga je Čangdokgung trdno postal glavna palača Čosonov. V palači so še naprej gradili nove stavbe. Leta 1671 je ponovno prišlo do požara. Pod vladavino kralja Sukdžonga (vladal 1674–1720) je zadnji vrt dosegel svoj največji obseg. Leta 1687 je požar uničil skoraj celotno območje Mansudžona. Leta 1702 je požar uničil del vzhodne palače. Naslednji kralji so palačo še naprej širili in obnavljali, čeprav je kralj Jongdžo (vladal 1724–1776) odredil veliko manj popravil, saj je večinoma prebival v Gjonghuigungu. Med vladavino kralja Sundžoja (vladal 1800–1834) je bilo več požarov, eden večji se je zgodil v 10. mesecu leta 1833. Med njegovo vladavino je bila večina gradnje v palači bodisi obnova bodisi vzdrževalna dela. Do 19. stoletja sta bila Čangdokgung in Čangjongung funkcionalno ena sama palača. Obe sta imeli nekaj edinstvenih vladnih uradov, čeprav sta imeli tudi nekatere objekte s prekrivajočimi se nameni.

### Pozno obdobje Čoson in Korejskega cesarstva
Leta 1865 so se začela prizadevanja za obnovo Gjongbokgunga. Kralj Godžong (vladal 1864–1907) se je z družino iz Čangdokgunga preselil v Gjongbokgung 2. dan 7. meseca leta 1868. Čeprav je bil Gjongbokgung uradno imenovan za glavno palačo Čosonov, je bil Čangdokgung še naprej v uporabi. Gjongbokgung je leta 1873 in 1876 doživel velike požare. Po požaru leta 1876 se je kraljeva družina vrnila v Čangdokgung in se v Gjongbokgung vrnila šele leta 1885, po Kapsinovem državnem udaru leta 1884. Do leta 1895 je večinoma živela v Gjongbokgungu. Medtem so v Čangdokgungu potekala še več vzdrževalnih del. Ta dela je prekinil incident Imo leta 1882. Leta 1891 so številne stavbe v Čangdokgungu razstavili in preselili v Gjongbokgung.
Sredi vse večjega japonskega vpliva nad Korejo in atentata na cesarico Mjongsong v Gjongbokgungu leta 1895 je Godžong pobegnil in Gjongungung postavil za svojo uradno palačo. Od tam je ustanovil Korejsko cesarstvo in se okronal za cesarja. Godžong po tem ni bistveno uporabljal Čangdokgung. Nekaj manjših gradbenih del v palači se je nadaljevalo tudi v njegovi odsotnosti.
Leta 1905 je Koreja postala protektorat Japonske, ki ga je upravljala japonska generalna rezidenca Koreje. 19. julija 1907 je Japonska na silo odstavila Godžonga in ga nadomestila z njegovim sinom in zadnjim korejskim monarhom, cesarjem Sundžongom (vladal 1907–1910). Po vzponu na prestol je Sundžong Čangdokgung postavil za svoje glavno prebivališče, medtem ko je Godžong še naprej ostal v Doksugungu. Zgodovinar Lee Gju-čol je trdil, da je Japonska preselila Sundžonga v Čangdokgung, da bi ga ločila od očeta. Kmalu po kronanju je Sundžong ukazal popravilo palače. Vanjo se je preselil novembra istega leta. Generalni rezident je med letoma 1907 in 1909 nadzoroval rušenje velikih delov palače; to so od takrat kritično ocenili Lee in drugi, ki so trdili, da je šlo za poskus rušenja simbola korejske suverenosti.

### Po osvoboditvi
Deli palače (zlasti dvorana Nakson-dže) so še naprej delovali kot kraljeva rezidenca do leta 1989, ko sta umrli tako princesa Dokhje kot prestolonaslednica Bangdža. Med drugimi prebivalci po drugi svetovni vojni so bili cesarica Sundžong (Sundžongova druga žena), prestolonaslednik Ji Un, njegov sin Ji Gu in Ji Gujeva žena Julia Mullock. Prebivališče nekdanjih kraljevih članov v palači je bilo v povojnem obdobju prepuščeno muham južnokorejskih predsednikov, po korejski osvoboditvi leta 1945 pa je bil potreben odstop Rheeja Syngmana, da so se nekdanji člani cesarske družine lahko vrnili vanjo.
Čangdokgung je bila leta 1997 dodan na seznam svetovne dediščine UNESCO. Odbor UNESCO je izjavil, da je kraj »izjemen primer daljnovzhodne palačne arhitekture in vrtnega oblikovanja«, saj je izjemna, ker so stavbe »integrirane v naravno okolje in usklajene z njim« ter prilagojene »topografiji in ohranjajo avtohtono drevesno pokritost«.

## Zasnova in postavitev
Palača je bila zasnovana ob upoštevanju starodavnih kitajskih načel in praktičnosti. Primarna postavitev palače Čangdokgung temelji na sistemu treh vrat in treh dvorišč (korejsko 삼문삼조; handja 三門三朝; sammunsamjo), iz kitajskega dela Kaogongdži, ki je del Džoujevih obredov. Sistem zagovarja, da imajo palače tri glavne dele, do katerih je treba dostopati v zaporednem vrstnem redu. Deli se nadaljujejo od javnih do zasebnih. Ti deli so prva vrata Donhvamun in dvorišče (korejsko 외조; handža 外朝; oejo; uporablja se za vladne urade in javne dogodke), druga vrata Džinsonmun in dvorišče (korejsko 치조; handža 治朝; ch'ijo; uporablja se za vodenje politike med kraljem in njegovimi podložniki) ter tretja vrata Indžongmun in dvorišče (korejsko 연조; handža 燕朝; yŏnjo; kjer sta prebivala kralj in njegova družina). Lee in drugi so palačo razdelili na naslednje dele: oejŏn, naejŏn, vzhodna palača, vladne urade in zadnje vrtove (imenovane tudi Skrivni vrt).
Čangdokgung temelji predvsem na osi od zahoda proti vzhodu, v nasprotju z osjo Gjongbokgunga od juga proti severu. Zunanja palača se torej nadaljuje proti vzhodu do notranje palače.
Okoli palače raste veliko murv, katerih listi se lahko uporabljajo za hranjenje sviloprejk. To je verjetno povezano z dejstvom, da je več kraljic v palači gojilo sviloprejke.

### Razmerje s Čangjongung
Čangdokgung in Čangjongung sta bila tesno povezani in opisani kot funkcionalno ena sama palača. Stavbe, za katere v Čangdokgungu ni bilo dovolj prostora, so bile pogosto zgrajene v Čangjongungu. Palači sta ločeni z vrati Gonjangmun (korejsko 건양문; handža 建陽門; Kŏnyangmun). Sčasoma so se pojavile različne nasprotujoče si trditve o tem, katere stavbe (zlasti tiste na meji obeh palač) so pripadale kateri palači. Takšne trditve so bile podane glede Vzhodne palače, Džunghuidang in Čangjongungovega Džosungdžona (korejsko 저승전; handža 儲承殿; Chŏsŭngjŏn).
Po dokumentu iz leta 1912 sta palači takrat spadali v isto upravno okrožje: Varjong-dong. Palači sta bili v kolonialnem obdobju fizično ločeni z mejnim zidom. Leta 1963 je bil mejni zid uporabljen za določitev formalne pravne meje med palačama. Ta meja se je ohranila do danes.

## Znamenitosti

### Zunanja vrata
| Slika | Struktura |
| ----- | --- |
|       | Donhwamun (돈화문) (korejsko 돈화문 handža 敦化門 Tonhvamun) Glavna in južna vrata palače. So označena kot zaklad Južne Koreje in najstarejša ohranjena vrata med vsemi palačami Joseon. Ime so dobila po besedni zvezi 大德敦化 iz kitajskega besedila Doktrina zla. Ta fraza je bila v tem kontekstu interpretirana kot »vladati s toplim srcem in vzgajati z vrlino«. Dokončana je bila 22. dne 5. meseca leta 1412. Leta 1413 je bil na vratih obešen račun. Obnovljena so bila leta 1418. Uničena so bila leta 1592 med vojno Imdžin. Obnovljena so bila leta 1607 ali 1608. Ni zapisov o tem, da bi bila pozneje uničena, čeprav so bila večkrat obnovljena ali prenovljena. Pred vrati je vŏltae. V začetku 20. stoletja so porušili vrata vŏltae, da bi omogočili vstop kraljevih vozil. Vrata so bila leta 1997 obnovljena v predkolonialno stanje. Imajo drugo nadstropje, v katerem sta zvonec in boben, ki sta se uporabljala za signaliziranje v sili. Leta 1728 so na vrata obesili glavo uporniškega voditelja. |
|       | Geumhomun (창덕궁 금호문) (korejsko 금호문 handža 金虎門, Kovinska tigrova vrata (Kŭmhomun)) Zahodna vrata palače. Tako so poimenovana zaradi kitajske tradicije, kjer kovina ustreza zahodu, beli tiger pa je varuh zahoda. Ime so dobila leta 1475 in so bila med najpogosteje uporabljenimi vrati v palači. |
|       | Jogeummun (korejsko 요금문 handža 曜金門, Jogŭmmun) Majhna vrata severozahodno od palače. Niso bila pogosto uporabljena. |
|       | Danbongmun (korejsko 단봉문 handža 丹鳳門, Tanbongmun) Majhna vrata na južni strani palače. Uporabljale so jih predvsem kungnyŏ (dvorske dame) in širša kraljeva družina, in so bila med najpogosteje uporabljenimi vrati v palači. Ime so dobila leta 1475. |
|       | Gjongčumun (korejsko 경추문 handža 景秋門, Kyŏngch'umun) Majhna vrata na južni strani palače. Uporabljale so jih predvsem kungnjŏ (dvorne dame) in širša kraljeva družina, in so bila med najpogosteje uporabljenimi vrati v palači. Ime so dobila leta 1475.[ |
|       | Geonmumun (korejsko 건무문 handža 建武門, Kŏnmumun) Majhna severna vrata do palače. Poimenovana so po mitološki črni želvi-kači, ki je povezana s severom. Vrata so bila redko uporabljena. Trenutno vodijo na kampus univerze Sungkyunkwan in so na splošno nedostopna javnosti. |

### Oejo
Oejo (외조; 外朝) se nanaša na del palače, kjer kralj opravlja državne zadeve. Lahko se razdeli na čŏngdžŏn (정전; 正殿; čongdžon; glavno območje) in pjŏndžŏn (편전; 便殿; sekundarno območje).
| Slika | Struktura |
| ----- | --- |
|       | Džinsonmun (korejsko 진선문 handža 進善門, Chinsŏnmun, lit=Spoštljivo govorim [kralju] vrata) Dokončana je bila 18. dne tretjega meseca leta 1411. Takrat je verjetno služila kot najbolj zunanja vrata v palačo. Porušena je bila leta 1908 in obnovljena leta 1999. |
|       | Sukjangmun (korejsko 숙장문 handža 肅章門, Sukchangmun, lit=Veličastna in sijajna vrata) Velika vrata, ki vodijo v naejŏn. Ime so dobila leta 1475. Njihov desni in levi prizidek sta bila uničena v vojni Imdžin in obnovljena leta 1647. Uničena so bila v kolonialnem obdobju in obnovljena leta 1996. |
|       | Indžongmun (인정문) (korejsko 인정문 handža 仁政門, Injŏngmun) Vrata v Indžongmun in zaklad. Ni zapisov o tem, kdaj je bila zgrajena, vendar se domneva, da je bila dokončana okoli časa ustanovitve palače. Njeni hodniki so bili zgrajeni med letoma 1418 in 1419; Sedžong je bil tako nezadovoljen, da jih je ukazal porušiti in zaprl gradbenega nadzornika. Hodnike so kasneje obnovili. Obnovili so jih leta 1647. Vrata so bila uničena leta 1592 med vojno Imdžin in obnovljena med vladavino Gvangheguna. Leta 1744 so zgorela in bila obnovljena leta 1745; ta različica se je ohranila do danes. Vrata in hodniki so bili obnovljeni v predkolonialno stanje med letoma 1992 in 1996. Na levi in desni ima hodnike, ki se sčasoma nagnejo in tvorijo trapez. |
|       | Indžongdžon (인정전) (korejsko 인정전 handža 仁政殿, Injŏngjŏn, lit=Dvorana dobrohotnega upravljanja) Prestolna dvorana palače in narodni zaklad. Leta 1403 jo je uničil požar in naslednje leto obnovil. Ena od njenih stavb je pogorela leta 1411, kar je uničilo številne dokumente iz obdobja Gorjo. Razširjena in dokončana je bila 7. dan 7. meseca leta 1418. Obnovljena je bila leta 1452. Uničena je bila med vojno Imdžin 1592–1598 in ohranjena med državnim udarom Indžo leta 1623. Uničena je bila v požaru 13. dan 12. meseca leta 1803 in obnovljena 17. dan 12. meseca leta 1804. Ta različica stavbe se je ohranila do danes, čeprav je bila večkrat obnovljena. Obnovljena je bila med letoma 1854 in 1857. Bila je bistveno prenovljena, njeni prizidki pa so bili bistveno prenovljeni ali porušeni okoli leta 1907 do 1909. Gre za enonadstropno, dvonivojsko stavbo z velikim odprtim stropom. Stoji na vŏltae. V tej stavbi in na njenem sprednjem dvorišču so potekali večji državni dogodki, kot so slovesnosti ustoličenja. Zasnovana je tako, da sprejema energijo iz korejskih gora in porečij. Na zunanji strani strehe je pet cesarskih pečatov Koreje, ki jih je verjetno dodal Sundžong. |
|       | Sondžongmun (korejsko 선정문 handža 宣政門, Sŏnjŏngmun) Obnovljena je bila leta 1647; ta različica se je ohranila vse do danes. |
|       | Sondžongdžon (선정전) (korejsko 선정전 handža 宣政殿, Sŏnjŏngjŏn, lit=Dvorana širjenja upravljanja) Enonadstropna dvorana, kjer je kralj sprejemal svet in vodil politiko. Je označena kot zakladnica. Tu so morda shranjevali tudi duhovne tablice. Zgrajena je bila leta 1405 in se je prvotno imenovala Džogječong (korejsko 조계청; handža 朝啓廳; Chogyech'ŏng). Sedanje ime je dobila leta 1461. Potem ko je bila leta 1592 med vojno Imdžin uničena, je bila leta 1608 obnovljena. Uničena je bila leta 1623 med državnim udarom Indžo in obnovljena leta 1647 z uporabo materialov, recikliranih iz stavbe Gvangdžongdžon v In'gjŏngungu. Od takrat je postala najstarejša ohranjena stavba v palači. Je edina preostala palača Čoson z modrimi strešniki, ki so takrat veljali za razkošne in težko izveljive. V kolonialnem obdobju je bila stavba odprta za javnost, v njena okna pa so vstavili steklo. Stavba je bila leta 1996 obnovljena v predkolonialni videz. |

### Vladne pisarne
Vladne pisarne znotraj palač se imenujejo kvŏlegaksa (korejsko 궐내각사; handža 闕內各司; gvolegaksa). Objekti v Čangdokgungu so bili relativno majhni in namenjeni vsakodnevnemu delu s kraljem; večina večjih vladnih ministrstev je bila zunaj palače, na primer na ulici Jukčo. Potem ko so bile vladne pisarne uničene leta 1592 med vojno Imdžin, so bile leta 1647 obnovljene. Številne pisarne, ki so nekoč obstajale v Gjongbokgungu, so bile preseljene v Čangdokgung. Vse vladne pisarne pred Sondžongdžonom in Huidžongdangom so bile porušene med letoma 1907 in 1909.

### Naejŏ
Naejŏ (내전; 內殿; naejeon) se nanaša na del palače, kjer je prebival kralj ali kraljica. Tudi palačne ženske, zlasti tiste iz družine Nemjŏngbu, so pogosto uporabljale ta prostor. Ko je v tem delu palače zmanjkalo prostora za stavbe, so namesto tega v Čangjongungungu zgradili stavbe. Naejŏ je leta 1833 doživel požar in je bil leta 1834 obnovljen. V požaru leta 1917 je bil popolnoma uničen.
- Huidžongdang - Dvorana mirnega upravljanja
- Dedžodžon - Dvorana doseganja veličine
- Gjonghungak - Dvorana srčnih kulis

### Vzhodna palača
Vzhodna palača (korejsko 동궁; handža 東宮; Donggung; Tonggung) je bila uporabljena kot rezidenca, študijski prostor in pisarna prestolonaslednika, in je bila, ko je ni zasedal prestolonaslednik, uporabljena za druge namene. Pred vojno Imdžin je bila zunaj meja Čangdokgunga. Po vojni je bila obnovljena, a po vrsti požarov obnovljena bližje preostalemu delu palače, kot del naeja. Njene prostore sta si delila tako Čangdokgung kot Čangjonggung, njena glavna vrata pa so na vzhodu, kar pomeni, da je bil dostop do nje predvsem iz Čangjongunga. Po obnovi Gjongbokgunga in vzhodne palače te palače konec 19. stoletja je vzhodna palača izgubila svojo uporabnost. Številne stavbe na tem območju ne obstajajo več.
- Songdžongak
- Gvanmulhon - Dvorana opazovalnih zadev
- Sunghvaru (knjižnica prestolonaslednika), Samsamva, Čilbunso (Upravni urad palače)

### Skrivni vrt
Zadnji vrt (후원; 後苑; Huwon; Huwŏn), popularno znan kot Skrivni vrt (비원; 秘院; Biwon; Piwŏn), je severno in zadaj palač, dostop do njega pa si delita obe palači. Bil je zasebni vrt, ki se je pogosto uporabljal za prosti čas, pa tudi za politiko, slovesnosti, vojaške vaje ter civilno službo in vojaške izpite. Prostočasne dejavnosti so vključevale lov, zabave in vadbo borilnih veščin. Pred 20. stoletjem je bil vstop v vrt za večino ljudi prepovedan. Leta 1909 je bila na tem območju zgrajena nova cesta. Ima številne umetne ribnike in paviljone. Ima več kot 160 vrst dreves. Več kot 70 dreves na tem območju je starih več kot 300 let. Najvišja točka vrta je v njegovem središču in se spušča proti vzhodu in zahodu.

### Območje Ongnjučon
Potok Ongnjučon (옥류천; 玉流川; dobesedno Žadni potok) teče skozi severno stran Skrivnega vrta. Ustanovljen je bil leta 1636. Dostop do tega območja je bil zaprt od leta 1979, da bi zaščitili ekologijo območja. Za javnost je bil ponovno odprt 1. maja 2004, vendar le z rezervacijo. Paviljoni Sojodžong, Tegukdžong in Čonguidžong se skupaj imenujejo Trije paviljoni kraljevega gaja (상림삼정; 上林三亭; angnimsamjŏng) in so opisani kot slikoviti.